# Deutscher Evangelischer Kirchentag (1848–1872)
Der Deutsche Evangelische Kirchentag entstand in Reaktion auf die Revolution von 1848.
Weil durch die Umwälzungen der Revolution die Zukunft der eng mit den Territorien verbundenen evangelischen Landeskirchen ungewiss schien, rief der preußische Jurist und Politiker Moritz August von Bethmann-Hollweg im April 1848 zu einer Versammlung auf, bei der über eine Neuordnung des Kirchenwesens beraten werden sollte. Der Theologieprofessor Isaak August Dorner verknüpfte diese Initiative mit einem Aufruf zur Bildung einer deutschen evangelischen Nationalkirche. So fand vom 21. bis 23. September 1848 in der Schlosskirche in Wittenberg eine „Versammlung für Gründung eines deutschen evangelischen Kirchenbundes“ statt, an der ca. 500 evangelische Männer teilnahmen, überwiegend aus Preußen. Man beschloss, mit den Landeskirchen über einen Zusammenschluss zu verhandeln. Sollte innerhalb eines Jahres kein Erfolg erzielt werden, so sollte der Fortsetzungsausschuss eine erneute Versammlung einberufen.
Auch die zweite Versammlung fand 1849 in Wittenberg statt, die dritte 1850 in Stuttgart. Die Bezeichnung als „Kirchentag“, die schon 1849 eingebürgert war, wurde offiziell erst beim vierten Kirchentag 1851 in Elberfeld angenommen. Bis zum Jahr 1872 fanden 15 weitere solcher Kirchentage statt, anfangs jährlich, nach 1858 alle zwei bzw. drei Jahre. Das Ziel der Gründung eines Kirchenbundes geriet allmählich in den Hintergrund, vor allem nachdem 1852 die Deutsche Evangelische Kirchenkonferenz gegründet worden war. Stattdessen wurden nun Themen behandelt, die als besondere Herausforderungen an den Protestantismus angesehen wurden, etwa das Verhältnis von Kirche und Staat oder die Beziehungen zu anderen Konfessionen. Das wichtigste Thema war die soziale Frage und die Innere Mission. Johann Hinrich Wichern hatte schon am 22. September 1848 eine richtungweisende Rede gehalten, die zur Gründung des „Centralausschusses für die Innere Mission der deutschen evangelischen Kirche“ (aus dem später das Diakonische Werk entstehen sollte) führte. Ab 1849 fanden die Kongresse für die innere Mission in direktem Anschluss an die Kirchentage statt, ab 1853 wurden sie auch zusammen mit den Verhandlungen der Kirchentage dokumentiert.
Als Präsidenten fungierten seit 1848 Bethmann-Hollweg und der Jurist Friedrich Julius Stahl. Nachdem Stahl sich 1857 zurückgezogen hatte, trat Karl Immanuel Nitzsch in das Präsidium ein. Von 1864 bis 1872 amtierte Emil Herrmann als Präsident. Weitere Mitglieder des engeren Ausschusses waren auch Friedrich Wilhelm Krummacher, Julius Müller, Gustav Friedrich Oehler, Karl Heinrich Sack, Wilhelm Hoffmann und andere.
Das Ende im Jahr 1872 war vor allem durch die damalige Unvereinbarkeit von Luthertum und preußischer Union bestimmt.